# Ataenius pseudocarinator
Ataenius pseudocarinator är en skalbaggsart som beskrevs av Vladimir Balthasar 1947. Ataenius pseudocarinator ingår i släktet Ataenius och familjen Aphodiidae. Inga underarter finns listade.